# Bernard Beugnot
Pour les articles homonymes, voir Beugnot.
Bernard Beugnot, né à Montreuil le 3 juillet 1932 et mort à Nice le 6 mars 2023,,,, est un professeur émérite québécois, spécialiste de littérature française du XVIIe siècle, de génétique littéraire et d'édition critique. Ses travaux portent notamment sur Guez de Balzac, Boileau et sur le thème de la retraite. Au XXe siècle, ses auteurs de prédilection sont en France Jean Anouilh et Francis Ponge (dont il a publié les œuvres dans la Bibliothèque de la Pléiade) et, au Québec, Hubert Aquin, dont il a co-dirigé l’édition critique des œuvres dans la collection Bibliothèque québécoise.

## Biographie
Après des études au lycée Carnot et au lycée Henri-IV, il est reçu à l’agrégation de lettres de l’École normale supérieure de la rue Ulm en 1958. Il enseigne d’abord au lycée Marceau à Chartres (1960-1962), puis à l’université de Montréal (UdeM) de 1962 à sa retraite, quand il en est fait professeur émérite.
Sa thèse, soutenue en 1969 à la Sorbonne, porte sur Guez de Balzac. Spécialiste de la littérature française du XVIIe siècle, il publie plusieurs travaux sur la littérature épistolaire, sur la génétique des textes et sur le théâtre français du XXe siècle, notamment sur Jean Anouilh.

### Livres

#### Études
- Jean-Louis Guez de Balzac. Bibliographie générale, Montréal, Presses de l’Université de Montréal, 1967, 173 p. Suppléments : 1969 et 1979.
- L’entretien au XVIIe siècle. Leçon inaugurale faite à l’Université de Montréal le mercredi 17 février 1971, Montréal, Presses de l’Université de Montréal, 1971, 56 p.
- Boileau. Visages anciens, visages nouveaux, Montréal, Presses de l’Université de Montréal, 1973, 175. Avec Roger Zuber.
- Manuel bibliographique des études littéraires. Les bases de l’histoire littéraire. Les voies nouvelles de l’analyse critique, préface de René Rancœur, Paris, Fernand Nathan, coll. « Nathan. Université. Littérature française », 1982, 478 p. Avec José-Michel Moureaux.  (ISBN 2-09-190514-3)
- La mémoire du texte. Essais de poétique classique, Paris et Genève, Honoré Champion et Slatkine, coll. « Lumière classique », no 3, 1994, 428 p.  (ISBN 2-85203-365-8)  (ISSN 1250-6060)
- Recensions, avec la collaboration de Bernard Teyssandier, Paris, Hermann, 2022.  (ISBN 979-10-370-1438-2)

#### Ouvrages collectifs
- Beugnot, Bernard (sous la dir. de), Voyages. Récits et imaginaires. Actes de Montréal, Paris, Seattle et Tübingen, Papers on French Seventeenth Century Literature, coll. « Biblio 17 », no 11, 1984, xvi/497 p.  (ISSN 0343-0758)
- Beugnot, Bernard et Robert Melançon (sous la dir. de), Les voies de l’invention aux XVIe et XVIIe siècles. Études génétiques, Montréal, Université de Montréal, Département d’études françaises, coll. « Paragraphes », no 9, 1993, 232 p.  (ISBN 2-921447-02-9)  (ISSN 0843-5235)

#### Éditions critiques
- Guez de Balzac, Les Entretiens 1657, Paris, Librairie Marcel Didier, 1972, 2 vol. Édition critique avec introduction, notes et documents inédits établie par Bernard Beugnot.
- Aquin, Hubert, Journal 1948-1971, Montréal, Bibliothèque québécoise, 1992, 407 p. Édition critique établie par Bernard Beugnot.
- Ponge, Francis, Œuvres, Paris, Gallimard, coll. « Bibliothèque de la pléiade », nos 453 et 487, 1999-2002, 2 vol. Édition sous la direction de Bernard Beugnot.
- Anouilh, Jean, Théâtre, Paris, Gallimard, coll. « Bibliothèque de la pléiade », nos 536 et 537, 2007, 2 vol. Édition de Bernard Beugnot.

### Numéro de revue
- « Anouilh aujourd’hui », Études littéraires, vol. 41, no 1, printemps 2010.

### Articles et chapitres de livres (sélection)
- « La fonction du dialogue chez La Mothe Le Vayer », Cahiers de l’Association internationale des études françaises, no 24, mai 1972, p. 31-41.
- « Débats autour du genre épistolaire : réalité et écriture », Revue d’histoire littéraire de la France, vol. 74, no 2, mars-avril 1974, p. 195-202.
- « Dialogue, entretien et citation à l’époque classique », Revue canadienne de littérature comparée, vol. 3, no 1, hiver 1976, p. 39-50.
- « Un feuilleton épistolaire : les lettres de Cliante et de Célidie (1668-1671) », Cahiers de l’Association internationale des études françaises, no 29, mai 1977, p. 147-158.  (ISSN 0571-5865)
- « Style ou styles épistolaires ? », Revue d’histoire littéraire de la France, vol. 78, no 6, novembre-décembre 1978, p. 939-952.
- « Le P. Bouhours et ses correspondants : un lot d’inédits », Revue d’histoire littéraire de la France, vol. 80, no 1, janvier-février 1980, p. 78-86. Avec Rachida El Diwani.
- « Le XVIIe siècle », dans Guy Laflèche (sous la dir. de), Dix ans de recherche québécoise sur la littérature française (1970-1979), Montréal, Association canadienne-française pour l’avancement des sciences, coll. « Cahiers de l’Acfas », no 4, 1980, p. 61-74.
- « Madame Sévigné telle qu’en elle-même enfin ? », French Forum, vol. 5, no 3, décembre 1980, p. 207-217.
- « Une lettre inédite de Valentin Conrart », Revue d’histoire littéraire de la France, vol. 81, no 6, novembre-décembre 1981, p. 953-955.
- « Forme et histoire : le statut des ana », dans Mélanges offerts à Georges Couton, Lyon, Presses universitaires de Lyon, 1981, p. 85-101.
- « La IVe Portugaise. Concordance et interprétation », dans Francis L. Lawrence (sous la dir. de), Actes de New Orleans, Paris, Seattle, Tübingen, Papers on French Seventeenth Century Literature, coll. « Biblio 17 », no 5, 1982, p. 19-34.
- « Naissance de l’histoire littéraire et représentation du Moyen Âge », La Licorne, vol. 6, no 1, 1982, p. 11-28.
- « “Historia literaria” et “histoire littéraire” », Rivista di Letterature moderne e comparate, vol. 36, no 4, octobre-décembre 1983, p. 305-321.
- « Éloge historique de l’érudition », Liberté, no 158, avril 1985, p. 40-52.  (ISSN 0024-2020)
- « L’invention d’une tradition ou les dilemmes de l’édition critique », Études françaises, vol. 24, no 2, automne 1988, p. 91-100.  (ISSN 0014-2085)  (ISBN 2-7606-0831-X)
- « De l’histoire des savants à l’histoire des sciences », dans Alain Niderst (sous la dir. de), Fontenelle. Actes du colloque tenu à Rouen du 6 au 10 octobre 1987, Paris, Presses universitaires de France, 1989, p. 487-496.
- « Petit lexique de l’édition critique et génétique », Cahiers de textologie, no 2, 1989, p. 69-79.
- « De l’invention épistolaire : à la manière de soi », dans Mireille Bossis et Charles A. Porter (sous la dir. de), L’épistolarité à travers les siècles. Geste de communication et/ou d’écriture. Colloque culturel international de Cerisy la Salle France, Stuttgart, Franz Steiner Verlag, coll. « Zeitschrift für Französische Sprache und Literatur. Beihefte. Neue Folge », no 18, 1990, p. 27-38.  (ISBN 3-515-05543-6)
- « Les voix de l’autre : typologie et historiographie épistolaires », dans Bernard Bray et Christoph Strosetzki (sous la dir. de), Art de la lettre. Art de la conversation à l’époque classique en France. Actes du colloque de Wolfenbüttel octobre 1991, Paris, Klincksieck, coll. « Actes et colloques », no 46, 1995, p. 47-59.  (ISBN 2-252-03010-0)
- « Les amitiés et la littérature : Francis Ponge épistolier », The Romanic Review, vol. 85, no 4, 1995, p. 615-628. Repris dans Ulrike Michalowsky (sous la dir. de), Sur la plume des vents. Mélanges de littérature épistolaire offerts à Bernard Bray, Paris, Klincksieck, coll. « Bibliothèque de l’âge classique », série « Morale », 1996, p. 287-299.
- « La philosophie morale au Parnasse », Rivista di Letterature moderne e comparate, vol. 51, no 3, août-septembre 1998, p. 271-279.
- « Dans l’atelier épistolaire », Œuvres et critiques, vol. 25, no 1, 2000, p. 31-48.
- « Genèse et génétique : commencement et origine de l’invention », Revue d’histoire littéraire de la France, vol. 111, no 1, janvier 2011.  (ISSN 0035-2411)
- « Rémanences, résurgences et renouveau », Dix-huitième siècle, no 48, 2016, p. 5-9.  (ISBN 978 2 7071 9066 6)  (ISSN 0070-6760)

## Honneurs
- 1974 - Prix Halphen pour Jean-Louis Guez de Balzac
- 1976 - Chevalier de l'Ordre national du Mérite
- 1988 - Membre de la Société royale du Canada
- 1988 - Chevalier des Palmes académiques
- 1991 - Bourse Killam
- 1993 - Médaille Pierre-Chauveau
- 2000 - Prix André-Laurendeau[6]
- 2003 - Chevalier de l'Ordre national du Québec
- 2013 - Médaille du jubilé de diamant[7]

## Sources
- Martel, Jacinthe et Robert Melançon (sous la dir. de), Inventaire, lecture, invention. Mélanges de critique et d’histoire littéraires offerts à Bernard Beugnot, Montréal, Université de Montréal, Département d’études françaises, coll. « Paragraphes », no 18, 1999, 447 p. Ill.  (ISBN 2-921447-11-8)  (ISSN 0843-5235)
- Fortin, Matthieu et Éric van der Schueren (sous la dir. de), De la permanence. Études offertes à Bernard Beugnot pour son quatre-vingtième anniversaire, Paris, Hermann, « Collections de la République des lettres », 2013.  (ISBN 9782705687809)